# Oberonia nayarii
Oberonia nayarii är en orkidéart som beskrevs av R. Ansari och R.Balakr. Oberonia nayarii ingår i släktet Oberonia och familjen orkidéer. Inga underarter finns listade i Catalogue of Life.